# Kirchberg an der Raab
Kirchberg an der Raab ist eine Gemeinde mit 4574 Einwohnern (Stand 1. Jänner 2025) in der Oststeiermark, etwa zehn Kilometer westlich der Bezirkshauptstadt Feldbach. Im Rahmen der Gemeindestrukturreform in der Steiermark ist die Gemeinde seit 2015 mit den Gemeinden Fladnitz im Raabtal, Oberdorf am Hochegg und Studenzen zusammengeschlossen,
die neue Gemeinde führt den Namen Kirchberg an der Raab weiter. Grundlage dafür ist das Steiermärkische Gemeindestrukturreformgesetz – StGsrG.
Zugleich wurde Kirchberg um einen Teil der Katastralgemeinde Oberstorcha in der Gemeinde Oberstorcha erweitert.

## Geografie

### Geografische Lage
Kirchberg liegt am Oberlauf der Raab, dort wo die Raab ihr „Knie“ nach Osten macht. Der Ort und die Kirche liegen auf einem Hügel, der das Tal um 70 m überragt, südwestlich des Flusslaufs. Das Gemeindegebiet erstreckt sich südlich der Raab auf den Hügeln des oststeirischen Hügellandes, wo die Ortsteile Wörth und Hof liegen. Etwas weiter abwärts der Raab liegt die Ortschaft Berndorf.

### Gemeindegliederung
Das Gemeindegebiet umfasst elf Ortschaften (Einwohnerzahl Stand 1. Jänner 2025):
- Berndorf (412)
- Fladnitz im Raabtal (781)
- Hof (241)
- Kirchberg an der Raab (1068)
- Oberdorf am Hochegg (457)
- Oberstorcha (153)
- Radersdorf (197)
- Siegersdorf (225)
- Studenzen (454)
- Tiefernitz (102)
- Wörth bei Kirchberg an der Raab (484)

Die Gemeinde besteht aus acht Katastralgemeinden (Fläche Stand 31. Dezember 2023):
- Fladnitz im Raabtal (630,84 ha)
- Kirchberg an der Raab (785,91 ha)
- Oberdorf (605,39 ha)
- Oberstorcha (227,55 ha)
- Radersdorf (310,95 ha)
- Studenzen (589,66 ha)
- Tiefernitz (344,69 ha)
- Wörth (885,62 ha)

### Eingemeindungen
Mit 1. Jänner 1968 wurde die Gemeinde Wörth bei Kirchberg an der Raab mit Kirchberg an der Raab zusammengelegt.

### Nachbargemeinden
| Sankt Marein bei Graz Bez. Graz-Umgebung | Sankt Margarethen an der Raab Bez. Weiz     | Eichkögl               |
| Kirchbach-Zerlach                        | Kompassrose, die auf Nachbargemeinden zeigt | Edelsbach bei Feldbach |
| Sankt Stefan im Rosental                 | Paldau                                      | Feldbach               |

## Geschichte

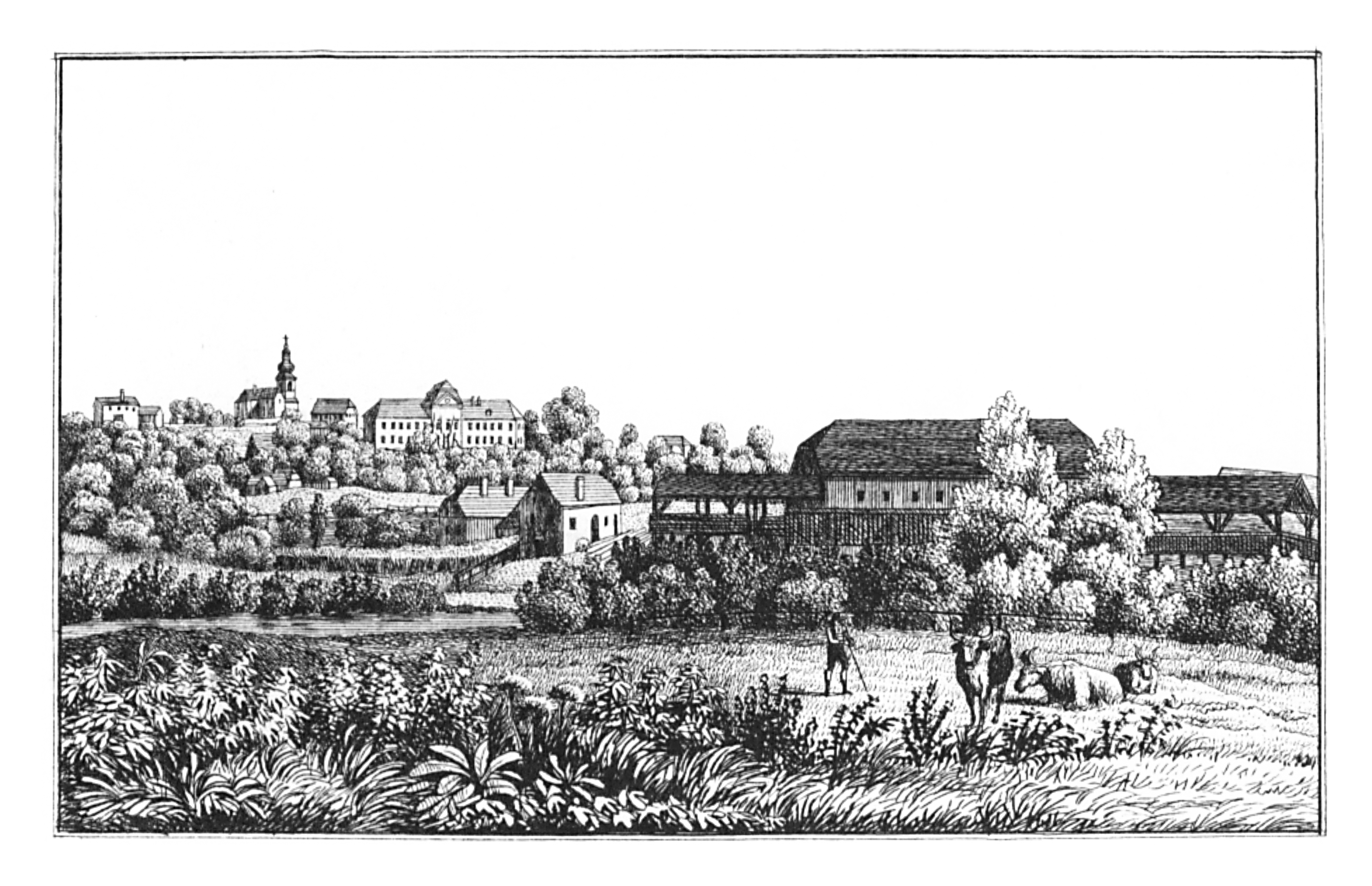
Schloss Kirchberg an der Raab, Gez. v. Kuwasseg, 1830

Eine erste Besiedelung des Kirchbergs lässt sich durch Funde bis in die Jungsteinzeit nachweisen. Auch aus der älteren Eisenzeit gibt es Grabhügel, die entweder von den Kelten oder den Norikern angelegt wurden.
Die erste urkundliche Erwähnung des Ortes stammt aus 1265, ebenso der Pfarrkirche St. Florian. Aus dem Jahr 1394 stammt eine Stiftungsurkunde für ein „freies Gut Kirchberg“, die aber keinen Besitzer nennt. Im 15. Jahrhundert ist das adelige Geschlecht derer von Steinpeiß (Steinpeiss), Ende des 16. Jahrhunderts jenes Adelsgeschlecht der Zöbinger (Zöbing) als Besitzer bekannt. Da die Zöbinger finanzielle Probleme hatten ging in den Jahren 1634 und 1669 das Eigentum in zwei Teilen wieder zurück an die Steinpeisser mit den Besitzern Siegmund bzw. Georg Christof von Steinpeiß.
1696 erwarb Graf Sigbert von Heister die Herrschaft und errichtete das Schloss Unterkirchberg und zahlreiche Teiche am nördlichen Fuß des Hügels. 1821 ersteigerte Fürst Johann Josef Liechtenstein das Schloss und die Besitztümer, welche er bis 1848 beherrschte. Danach entwickelte sich der Ort als selbstständige Gemeinde weiter. Das Schlossgebäude wechselte mehrmals den Besitzer und ist heute im Eigentum von Marie Therese Herberstein, aus dem ehemaligen Adelsgeschlecht.
Zum Ende des Zweiten Weltkriegs bildeten die Stellungen im Raabtal eine wesentliche Barriere gegen die vordringende Rote Armee.

### Einwohnerentwicklung

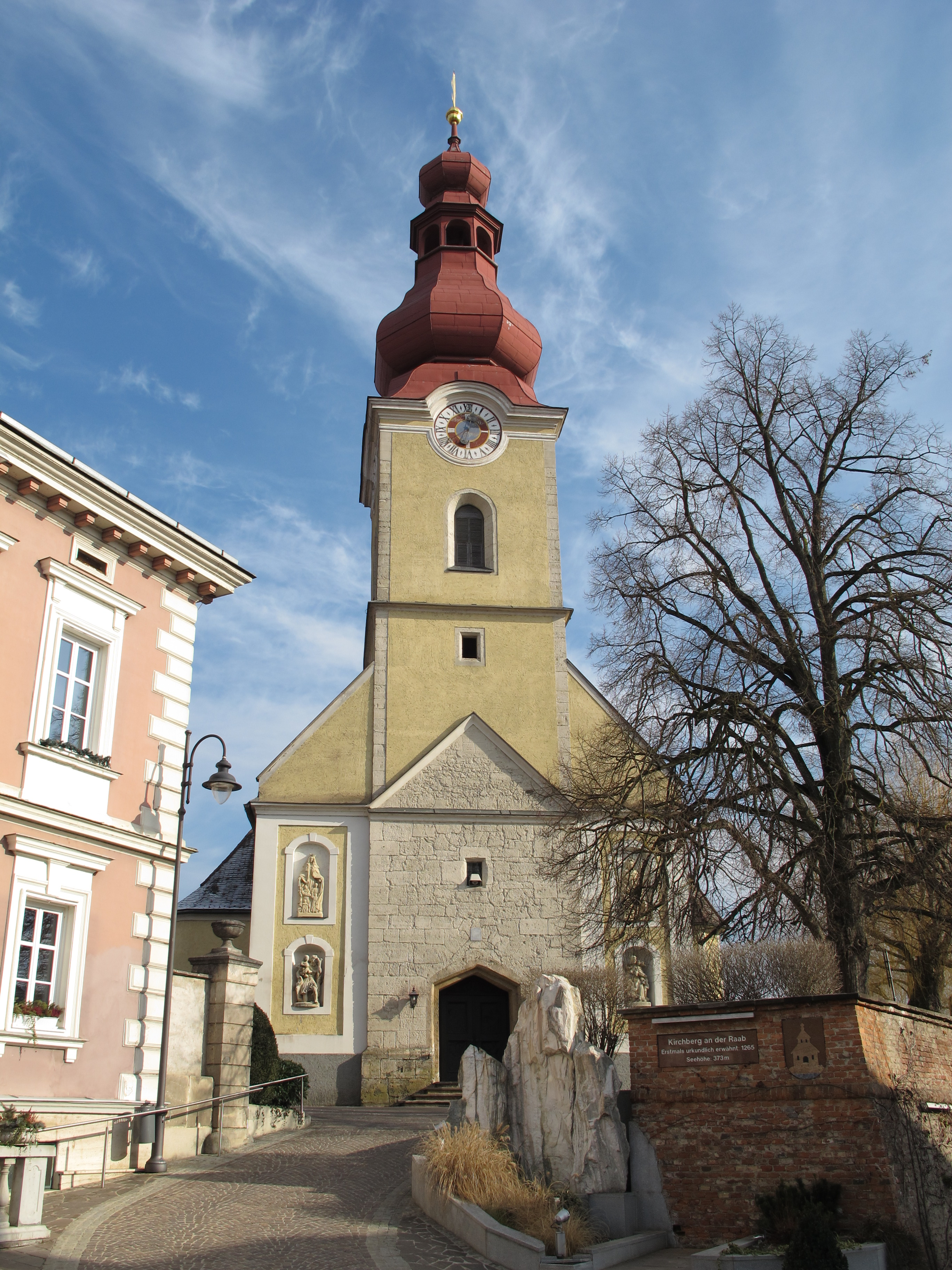
Pfarrkirche Kirchberg an der Raab

| Kirchberg an der Raab: Einwohnerzahlen von 1869 bis 2024 | Kirchberg an der Raab: Einwohnerzahlen von 1869 bis 2024 | Kirchberg an der Raab: Einwohnerzahlen von 1869 bis 2024 | Kirchberg an der Raab: Einwohnerzahlen von 1869 bis 2024 | Kirchberg an der Raab: Einwohnerzahlen von 1869 bis 2024 |
| -------------------------------------------------------- | -------------------------------------------------------- | -------------------------------------------------------- | -------------------------------------------------------- | -------------------------------------------------------- |
| Jahr                                                     |                                                          |                                                          |                                                          | Einwohner                                                |
| 1869                                                     | 1869                                                     |                                                          | 3.130                                                    | 3.130                                                    |
| 1880                                                     | 1880                                                     |                                                          | 3.312                                                    | 3.312                                                    |
| 1890                                                     | 1890                                                     |                                                          | 3.497                                                    | 3.497                                                    |
| 1900                                                     | 1900                                                     |                                                          | 3.538                                                    | 3.538                                                    |
| 1910                                                     | 1910                                                     |                                                          | 3.741                                                    | 3.741                                                    |
| 1923                                                     | 1923                                                     |                                                          | 3.623                                                    | 3.623                                                    |
| 1934                                                     | 1934                                                     |                                                          | 3.735                                                    | 3.735                                                    |
| 1939                                                     | 1939                                                     |                                                          | 3.590                                                    | 3.590                                                    |
| 1951                                                     | 1951                                                     |                                                          | 3.624                                                    | 3.624                                                    |
| 1961                                                     | 1961                                                     |                                                          | 3.679                                                    | 3.679                                                    |
| 1971                                                     | 1971                                                     |                                                          | 3.758                                                    | 3.758                                                    |
| 1981                                                     | 1981                                                     |                                                          | 3.860                                                    | 3.860                                                    |
| 1991                                                     | 1991                                                     |                                                          | 4.082                                                    | 4.082                                                    |
| 2001                                                     | 2001                                                     |                                                          | 4.208                                                    | 4.208                                                    |
| 2011                                                     | 2011                                                     |                                                          | 4.321                                                    | 4.321                                                    |
| 2021                                                     | 2021                                                     |                                                          | 4.557                                                    | 4.557                                                    |
| 2024                                                     | 2024                                                     |                                                          | 4.634                                                    | 4.634                                                    |
| Quelle(n): Statistik Austria, Gebietsstand 1.1.2021      |                                                          |                                                          |                                                          |                                                          |

## Kultur und Sehenswürdigkeiten
- Schloss Kirchberg an der Raab: Das Schloss wurde ab 1704 erbaut und mit zahlreichen Fresken und Stuckaturen versehen.
- Die Pfarrkirche Kirchberg an der Raab hl. Florian war anfangs ein romanischer Bau (vor 1265) und wurde von 1510 bis 1526 durch einen spätgotischen Neubau ersetzt. Dieser erfuhr später zahlreiche barocke Erweiterungen und Umbauten. Die Kirche ist geprägt durch eine spätbarocke Ausstattung. Im Turm befindet sich eine der ältesten Glocken der Steiermark, welche im Jahre 1457 von Hans Mitter in Judenburg gegossen wurde. Bei Renovierungsarbeiten in den 1970er Jahren wurde am Zifferblatt anstelle der „XII“ („12“) irrtümlich eine „XIII“ angebracht. Rund um die Kirche sind Reste des Tabor zu erkennen, die vor allem aus der Zeit der Türkeneinfälle im 15. Jahrhundert stammen. Bei Renovierungsarbeiten wurde ein Ossarium (Beinhaus, Totenkammer) wiederentdeckt, in dem die Gebeine von etwa 500 Menschen gefunden wurden. Es soll sich dabei die Skelette vertriebener Protestanten aus dem Jahr 1600 handeln. Die Totenkammer wurde im Jahr 2013 nur kurz geöffnet und sollte dann für immer geschlossen werden.[8]

## Wirtschaft und Infrastruktur
Kirchberg an der Raab zeigt wirtschaftliche Schwerpunkte in den Bereichen Holzbearbeitung, Metallbau, Fischzucht, Landwirtschaft und Tourismus.

### Wirtschaftssektoren
Im Produktionssektor arbeiteten 233 Erwerbstätige im Bereich Herstellung von Waren, 160 in der Bauwirtschaft und 1 bei der Energieversorgung. Die wichtigsten Arbeitgeber des Dienstleistungssektors waren die Bereiche Handel (295), soziale und öffentliche Dienste (186) und freiberufliche Dienstleistungen (165 Mitarbeiter).
| Wirtschaftssektor            | Anzahl Betriebe | Anzahl Betriebe | Anzahl Betriebe | Erwerbstätige | Erwerbstätige | Erwerbstätige |
| Wirtschaftssektor            | 2021            | 2011            | 2001            | 2021          | 2011          | 2001          |
| ---------------------------- | --------------- | --------------- | --------------- | ------------- | ------------- | ------------- |
| Land- und Forstwirtschaft 1) | 128             | 100             | 131             | 173           | 183           | 184           |
| Produktion                   | 88              | 59              | 34              | 495           | 394           | 305           |
| Dienstleistung               | 272             | 206             | 131             | 1225          | 803           | 661           |

1) Betriebe mit Fläche in den Jahren 2010 und 1999 von Kirchberg vor der Zusammenlegung, Arbeitsstätten im Jahr 2021

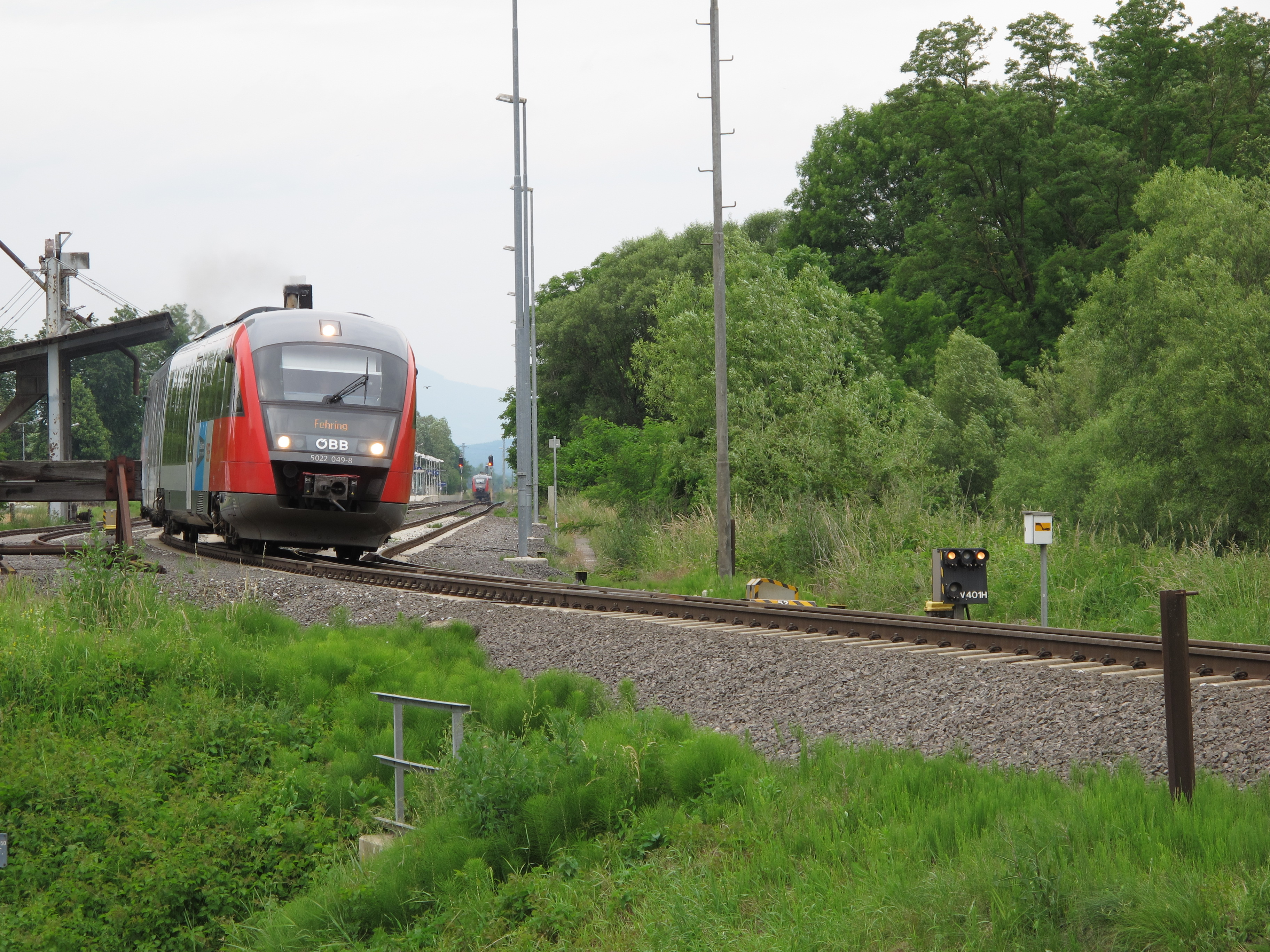
Bahnhof Studenzen-Fladnitz der Gemeinde Kirchberg an der Raab.

### Verkehr
- Eisenbahn: Kirchberg an der Raab hat mit dem Bahnhof Studenzen-Fladnitz eine stündliche Schnellbahnverbindung nach Graz und Fehring (Stand 2021).[13]
- Straße: Die wichtigste Straßenverbindung ist die Feldbacher Straße B68, die bei Gleisdorf eine Anbindung an die Süd Autobahn A2 herstellt.

## Politik

### Gemeinderat
Der Gemeinderat wurde aufgrund der Gemeindefusion 2015 von 15 auf 21 Mitglieder erweitert und setzt nach dem Ergebnis der Gemeinderatswahl 2020 aus Mandataren folgender Parteien zusammen:
- 13 ÖVP
- 07 SPÖ
- 01 FPÖ

Die letzten Gemeinderatswahlen brachten folgende Ergebnisse:
| Partei          | 2020         | 2020         | 2020         | 2015         | 2015         | 2015         | 2010             | 2010             | 2010             | 2010             | 2010             | 2010             | 2010             | 2010             | 2010             | 2010             | 2010             | 2010             |
| Partei          | Großgemeinde | Großgemeinde | Großgemeinde | Großgemeinde | Großgemeinde | Großgemeinde | Kirchberg        | Kirchberg        | Kirchberg        | Fladnitz         | Fladnitz         | Fladnitz         | Oberdorf         | Oberdorf         | Oberdorf         | Studenzen        | Studenzen        | Studenzen        |
| Partei          | Stimmen      | %            | Mandate      | St.          | %            | M.           | St.              | %                | M.               | St.              | %                | M.               | St.              | %                | M.               | St.              | %                | M.               |
| --------------- | ------------ | ------------ | ------------ | ------------ | ------------ | ------------ | ---------------- | ---------------- | ---------------- | ---------------- | ---------------- | ---------------- | ---------------- | ---------------- | ---------------- | ---------------- | ---------------- | ---------------- |
| ÖVP             | 1462         | 59           | 13           | 2091         | 71           | 16           | 1121             | 77               | 12               | 377              | 71               | 7                | 205              | 35               | 3                | 316              | 61               | 6                |
| SPÖ             | 0805         | 32           | 07           | 403          | 14           | 3            | 175              | 12               | 02               | 154              | 29               | 2                | 376              | 65               | 6                | 152              | 29               | 3                |
| FPÖ             | 0221         | 9            | 01           | 364          | 12           | 2            | 153              | 11               | 01               | nicht kandidiert | nicht kandidiert | nicht kandidiert | nicht kandidiert | nicht kandidiert | nicht kandidiert | 050              | 10               | 0                |
| Die Grünen      | 0            | 0            | 0            | 105          | 4            | 0            | nicht kandidiert | nicht kandidiert | nicht kandidiert | nicht kandidiert | nicht kandidiert | nicht kandidiert | nicht kandidiert | nicht kandidiert | nicht kandidiert | nicht kandidiert | nicht kandidiert | nicht kandidiert |
| Wahlberechtigte | 3.845        | 3.845        | 3.845        | 3.732        | 3.732        | 3.732        | 1.669            | 1.669            | 1.669            | 614              | 614              | 614              | 635              | 635              | 635              | 573              | 573              | 573              |
| Wahlbeteiligung | 65 %         | 65 %         | 65 %         | 80 %         | 80 %         | 80 %         | 87 %             | 87 %             | 87 %             | 88 %             | 88 %             | 88 %             | 94 %             | 94 %             | 94 %             | 92 %             | 92 %             | 92 %             |

### Bürgermeister
- Helmut Ofner (ÖVP)[1]

### Wappen

Wappen der Vorgängergemeinden
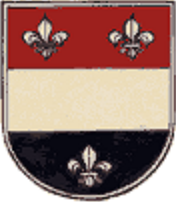
Fladnitz im Raabtal
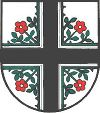
Oberdorf am Hochegg
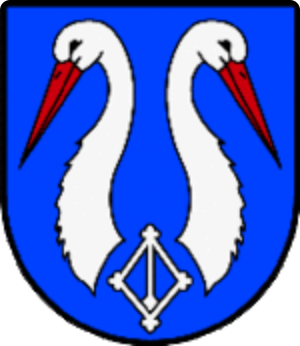
Oberstorcha
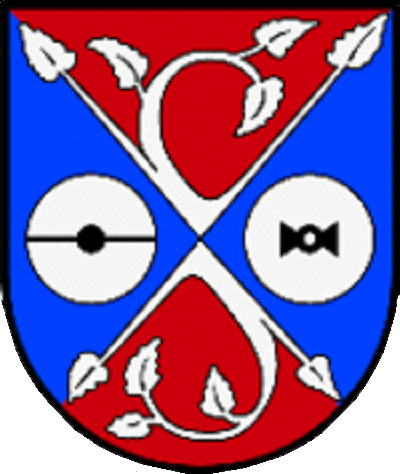
Studenzen

Alle Vorgängergemeinden hatten ein Gemeindewappen. Wegen der Gemeindezusammenlegung verloren diese mit 1. Jänner 2015 ihre offizielle Gültigkeit. Die Neuverleihung des Gemeindewappens für die Fusionsgemeinde erfolgte mit Wirkung vom 30. November 2017.

Blasonierung (Wappenbeschreibung): In silbernem, mit acht roten Rosen besätem Schild ein schwarzer Panther, aus rotem, mit einer Stufenpyramide von drei behauenen silbernen Steinen belegtem Berg wachsend. Das im Jahre 1958 verliehene Gemeindewappen ist in der Urkunde folgendermaßen beschrieben: Im roten Schild mit blauem Schildfuß eine goldene Kirche auf gleichfarbigem Dreiberg.

## Persönlichkeiten

### Söhne und Töchter der Gemeinde
- Graf Sigbert von Heister (1646–1718), österreichischer Feldmarschall, Feldherr in den Türkenkriegen unter Prinz Eugen von Savoyen
- Leopold Neuhold (* 1954), österreichischer römisch-katholischer Theologe und Ethiker
- Johann „Hans“ Kölldorfer (* 1956), österreichischer Musiker und Gründer der Band Die Alpenrocker
- Harald Sükar (* 1963), österreichischer Jurist, ehemaliger Präsident des Fußballklubs GAK

### Mit der Gemeinde verbunden
- Josef Birchbauer (1869–1948), österreichischer Politiker (GdP)
- Lorenz Maierhofer (* 1956), österreichischer Komponist, Texter und Autor
- Sebastian Prödl (* 1987), österreichischer Fußballer
- Viktoria Schnaderbeck (* 1991),  österreichische Fußballspielerin